# Хайко Херлих
Хайко Херлих (на немски: Heiko Herrlich) е бивш немски футболист, играл като нападател, и настоящ старши треньор на Байер Леверкузен.

## Кариера

### Кариера като футболист

#### Клубна кариера
Кариерата на Херлих като футболист преминава в Байер Леверкузен, Борусия Мьонхенгладбах и Борусия Дортмунд. Играе като нападател и за 15 сезона завършва със 75 гола в Бундеслигата. С Жълто-черните са и най-големите му успехи – Шампионска лига през сезон 1996/97, две титли от Бундеслигата (1996 и 2002) и Междуконтинентална купа (1997).
През есента на 2000 г. му откриват тумор в мозъка. Херлих успява да пребори заболяването, но това му коства спад във формата, заради което той повече не достига нивото си отпреди това.

#### Национален отбор
За националния отбор има 5 мача и 1 гол.

### Кариера като треньор
Година след края на активната си кариера, Херлих започва да тренира юношите на Борусия Дортмунд. След това води различни младежки формации на националния отбор. През сезон 2009/10 води тима на Бохум, апрез 2011/12 – Унтерхахинг. По-късно се премества в академията на Байерн Мюнхен, чиито формации ръководи в продължение на два сезона. Последва преминаване в Регенсбург, където също прекарва два сезона. От лятото на 2017 година е старши треньор на Байер Леверкузен.

## Успехи

### Като футболист
Байер Леверкузен
- Носител на Купата на Германия (1): 1992/93

 Борусия Мьонхенгладбах
- Носител на Купата на Германия (1): 1994/95

 Борусия Дортмунд
- Шампион на Германия (2): 1996, 2002
- Победител в Шампионската лига (1): 1996/97
- Междуконтинентален шампион (1): 1997